# ألان سكوت
ألان سكوت (بالإنجليزية: Alan Scott)‏ هو شخصية بطل خارق خيالية يظهر في القصص المصورة الأمريكية التي تنشرها دي سي كومكس وهو أول بطل خارق يحمل اسم الفانوس الأخضر. ظهر للمرة الأولى في أول أميريكان كومكس في العدد رقم 16 في يوليو 1940. هذه الشخصية من ابتكار كل من بيل فينغر ومارتين نوديل. آلان سكوت يحارب الشر بمساعدة الخاتم السحري الذي يمنحه مجموعة متنوعة من القوى الخارقة للطبيعة.